# Porphyromonas gingivalis
Porphyromonas gingivalis é uma bactéria Gram-negativa, tem forma de bacilo, é anaeróbico e patogênico, gerando colônias escuras em ágar sangue.
É encontrada na cavidade oral e está associada com alguns tipos de periodontite. Causa lesões teciduais; dificulta a regeneração do tecido devido ao agravo na desregulação do sistema imune e inflamatório. Também é encontrada na porção superior do trato gastrointestinal e no cólon. A degradação de colágeno que é observada na periodontite crônica é em parte devido as enzimas de colágeno que esta espécie possui (colagenases).
Foi mostrado em um estudo in vitro que a P.gingivalis é capaz de invadir fibroblastos gengivais de humanos como uma forma de proteção, pois ganha a capacidade de sobreviver em altas concentrações de antibióticos.  P. gingivalis quando invade as células epiteliais gengivais em grande quantidade, garante às bactérias e células epiteliais a capacidade de sobreviver longos períodos de tempo por inibição do ciclo celular da célula epitelial.